# Пам'ятки історії Млинівського району
У колишньому Млинівському районі Рівненської області нараховується 65 пам'яток історії.
| №  | Назва                                                                                        | Адреса                                                                |
| -- | -------------------------------------------------------------------------------------------- | --------------------------------------------------------------------- |
| 1  | Пам’ятник воїнам-односельчанам і жертвам УБН                                                 | с. Бокійма                                                            |
| 2  | Пам’ятник воїнам-односельчанам і жертвам УБН                                                 | с. Бокійма                                                            |
| 3  | Пам’ятник жертвам фашизму                                                                    | с. Велика Городниця                                                   |
| 4  | Братська могила радянських воїнів                                                            | с. Вовничі                                                            |
| 5  | Пам’ятник воїнам-односельчанам і жертвам УБН                                                 | с. Вовничі                                                            |
| 6  | Пам’ятник воїнам-односельчанам і жертвам УБН                                                 | с. Війниця                                                            |
| 7  | Пам’ятник воїнам-односельчанам                                                               | с. Добрятин                                                           |
| 8  | Братська могила радянських воїнів і жертв УБН, пам’ятник воїнам-односельчанам                | с. Довгошиї                                                           |
| 9  | Пам’ятник воїнам-односельчанам                                                               | с. Залав’я                                                            |
| 10 | Пам’ятник повстанцям 1935 року                                                               | с. Козирщина                                                          |
| 11 | Пам’ятник воїнам-односельчанам                                                               | с. Кораблище                                                          |
| 12 | Пам’ятник воїнам-односельчанам                                                               | с. Привітне                                                           |
| 13 | Братська могила радянських воїнів                                                            | с. Красне                                                             |
| 14 | Братська могила радянських воїнів                                                            | с. Любанівка                                                          |
| 15 | Пам’ятник воїнам-односельчанам                                                               | с. Мальоване                                                          |
| 16 | Братська могила жертв фашизму та жертв УБН                                                   | с. Малин                                                              |
| 17 | Пам’ятник воїнам-односельчанам                                                               | с. Малин                                                              |
| 18 | Пам’ятник воїнам-односельчанам і жертвам УБН                                                 | с. Малі Дорогостаї                                                    |
| 19 | Меморіал військової Слави                                                                    | с-ще Млинів, вул. 60-річчя Жовтня,3, вул. Франка,1, вул. 17 Вересня,4 |
| 20 | Пам’ятник воїнам-односельчанам і жертвам УБН                                                 | с. Новосілки                                                          |
| 21 | Пам’ятник Мотрі Панасюк                                                                      | с. Новосілки                                                          |
| 22 | Пам’ятник воїнам-односельчанам                                                               | с. Новоселівка                                                        |
| 23 | Могила Левчука К.Й. і Якобчука В.І.                                                          | с. Новоукраїнка                                                       |
| 24 | Пам’ятник воїнам-односельчанам                                                               | с. Новоукраїнка                                                       |
| 25 | Могила П.Седика                                                                              | с. Остріїв                                                            |
| 26 | Братська могила радянських воїнів                                                            | с. Острожець                                                          |
| 27 | Братська могила радянських воїнів                                                            | с. Острожець                                                          |
| 28 | Могила М.В. Юніцина                                                                          | с. Острожець                                                          |
| 29 | Пам’ятник воїнам-односельчанам                                                               | с. Певжа                                                              |
| 30 | Пам’ятник воїнам-односельчанам і жертвам УБН                                                 | с. Перевердів                                                         |
| 31 | Пам’ятник воїнам-односельчанам                                                               | с. Перемилівка                                                        |
| 32 | Пам’ятник воїнам-односельчанам і жертвам УБН                                                 | с. Пітушків                                                           |
| 33 | Пам’ятник воїнам-односельчанам                                                               | с. Підбрусинь                                                         |
| 34 | Братська могила радянських воїнів                                                            | с. Підгайці                                                           |
| 35 | Пам’ятник воїнам-односельчанам та сільським активістам                                       | с. Підгайці                                                           |
| 36 | Пам’ятник на честь підпільної газети “Червона Волинь” підпільного Волиньского окружкому КПЗУ | с. Підлозці                                                           |
| 37 | Пам’ятник радянським воїнам і жертвам УБН                                                    | с. Підлозці                                                           |
| 38 | Братська могила радянських воїнів                                                            | с. Посників                                                           |
| 39 | Пам’ятник воїнам-односельчанам                                                               | с. Посників                                                           |
| 40 | Братська могила сільських активістів                                                         | с. Пугачівка                                                          |
| 41 | Пам’ятник воїнам-односельчанам                                                               | с. Пугачівка                                                          |
| 42 | Братська могила радянських воїнів                                                            | с. Радів                                                              |
| 43 | Пам’ятник воїнам-односельчанам                                                               | с. Радянське                                                          |
| 44 | Братська могила радянських воїнів                                                            | с. Рудливе                                                            |
| 45 | Пам’ятник радянським воїнам, воїнам-землякам і жертвам УБН                                   | с. Смордва                                                            |
| 46 | Братська могила жертв фашизму                                                                | с. Торговиця                                                          |
| 47 | Пам’ятник воїнам-односельчанам                                                               | с. Торговиця                                                          |
| 48 | Пам’ятник воїнам-односельчанам                                                               | с. Уїздці                                                             |
| 49 | Братська могила радянських воїнів                                                            | с. Хорупань                                                           |
| 50 | Пам’ятник воїнам-односельчанам                                                               | с. Хорупань                                                           |
| 51 | Пам’ятник воїнам-односельчанам                                                               | с. Яблунівка                                                          |
| 52 | Братська могила радянських воїнів                                                            | с. Ярославичі                                                         |
| 53 | Пам’ятник воїнам-односельчанам і жертвам УБН                                                 | с. Ярославичі                                                         |
| 54 | Меморіальна дошка на честь перебування у селі Лесі Українки                                  | с. Ярославичі                                                         |
| 55 | Могила Аарона Перлова                                                                        | с-ще Млинів, колишнє єврейське кладовище                              |
| 56 | Могила Самутова В.С.                                                                         | с. Новоукраїнка, південно-західна частина кладовища                   |
| 57 | Братська могила воїнів радянської армії                                                      | с. Борбин, центральна частина громадського кладовища                  |
| 58 | Братська могила воїнів радянської армії                                                      | с. Надчиці, південно-західна частина громадського кладовища           |
| 59 | Могила вояка УПА Матвія Сюйви                                                                | с. Ярославичі, кладовище                                              |
| 60 | Могила Степана Жербицького – вояка УПА                                                       | с. Ярославичі, кладовище                                              |
| 61 | Братська могила воїнів УПА                                                                   | с. Малин                                                              |
| 62 | Братська могила УПА                                                                          | с. Бокійма                                                            |
| 63 | Братська могила УПА                                                                          | с. Добрятин                                                           |
| 64 | Пам’ятний знак на честь воїнів УПА                                                           | с. Ужинець, перехрестя доріг Рівне-Млинів та Дубно-Луцьк              |
| 65 | Братська могила воїнів УПА                                                                   | с. Заслав’я, поблизу села                                             |